# Bibliothèque de poche
Pour les articles homonymes, voir Post-scriptum (homonymie).
Bibliothèque de poche est une émission de télévision littéraire mensuelle créée et présentée par Michel Polac, réalisée par Yannick Bellon, et diffusée une fois par mois à partir de 22 h sur la première chaîne de l'O.R.T.F. de 1966 à 1968, puis sur la deuxième chaîne de septembre 1968 à 1970.

## Historique
Bibliothèque de poche était un rendez-vous littéraire grand public autour du livre de poche.
L'émission a existé aux côtés de l'émission littéraire de référence de l'époque, Lectures pour tous, de Pierre Desgraupes et Pierre Dumayet.